# Presa di Brielle
La presa di Brielle fu uno scontro avvenuto il 1º aprile 1572 presso la città di Brielle, nei Paesi Bassi spagnoli, tra gli spagnoli e le forze ribelli olandesi.

## Antefatto
Intorno al 1566-1568 una serie di rivolte si scatenarono nei Paesi Bassi spagnoli contro il governo spagnolo. In questa fase della guerra degli ottant'anni, i ribelli olandesi non cercarono l'indipendenza dalla corona spagnola, come sarebbe accaduto anni dopo: le rivolte vennero in gran parte causate dalle imposizioni religiose dei cattolici e dagli oneri fiscali imposti dalle autorità spagnole alla popolazione locale.

## La conquista
L'esercito ribelle olandese, guidato sul campo di Brielle da Guglielmo II di La Marck, e dai suoi due capitani, Willem Bloys van Treslong e Lenaert Jansz de Graeff, era alla ricerca di nuovi successi contro gli spagnoli. Dopo essere stati espulsi dall'Inghilterra da Elisabetta I, il gruppo necessitava di un luogo dove far approdare le proprie 25 navi. Salparono quindi alla volta della città di Brielle, ma si meravigliarono di trovarla completamente sguarnita di truppe dal momento che gli spagnoli se ne erano andati alcuni giorni prima per raggiungere la città di Utrecht dove si stavano tenendo dei tumulti da sedare. La sera del 1º aprile, 600 soldati olandesi saccheggiarono il porto indifeso della città.

## Conseguenze

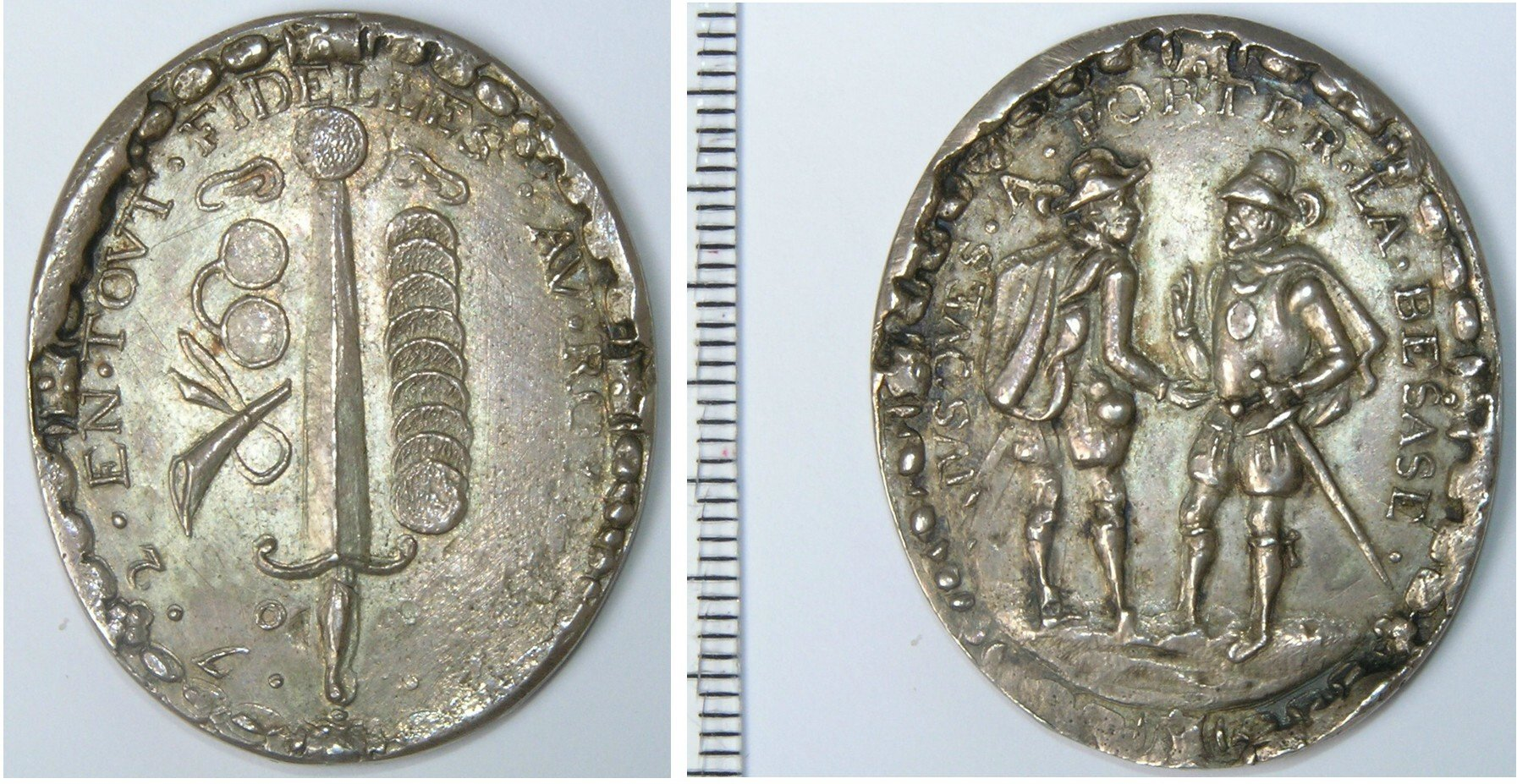
Medaglia olandese del 1572 con ironico riferimento al motto Op 1 april verloor Alva zijn bril, coniato in occasione della vittoria a Brielle

Anche se militarmente quella della presa di Brielle fu un evento minore della guerra in corso dal momento che la città non aveva praticamente difese, la sua conquista rappresentò un rafforzamento notevole del valore delle truppe olandesi e una presa di posizione rispetto agli spagnoli.
Dopo la presa di Brielle, altre città dell'Olanda e della Zelanda si unirono alla ribellione. Il 6 aprile i ribelli olandesi presero la città di Flessinga ed in seguito proseguirono per Dordrecht e Gorcum, dove arrestarono un certo numero di religiosi cattolici che vennero giustiziati senza processo (in seguito chiamati i "Martiri di Gorcum").
L'estensione del conflitto a macchia d'olio portò sette anni più tardi alla fondazione della Repubblica delle Province Unite dei Paesi Bassi.
Ancora oggi gli studenti di storia olandese ricordano una breve rima coniata all'epoca per ricordare l'evento:
Op 1 april verloor Alva zijn bril
che significa "Il 1º aprile, il duca d'Alba perse gli occhiali", a significare l'enorme svista compiuta dagli spagnoli nel lasciare scoperto il porto di Brielle, oltre a giocare sull'assonanza tra la parola olandese bril che significa "occhiali" e il nome della città conquistata.

## Nella letteratura
La presa di Brielle e le sue conseguenze costituisce la maggior parte della trama del romanzo storico di Cecelia Holland dal titolo The Sea Beggars.